# Asteromorpha rousseaui
Asteromorpha rousseaui är en ormstjärneart som först beskrevs av Jean-Louis Hardouin Michelin 1862.  Asteromorpha rousseaui ingår i släktet Asteromorpha och familjen Euryalidae. Inga underarter finns listade i Catalogue of Life.